# Doclet
Als Doclet bezeichnet man in Anlehnung an Applets Module, die von Dokumentationswerkzeugen zur Verarbeitung und automatischen Erzeugung von Dokumentation und eventuell auch Code eingesetzt werden. Bekannt sind Doclets insbesondere im Umfeld der Programmiersprache Java, wo sie als Module im Dokumentationswerkzeug Javadoc eingesetzt werden.
Das in Javadoc integrierte Standard-Doclet erzeugt aus Java-Quelltexten eine API-Dokumentation in HTML. Es existieren zahlreiche alternative Doclets, um die API-Dokumentation in anderen Formaten, zum Beispiel dem Windows Help Format, Framemaker/MIF, XML oder PDF zu erzeugen. Andere alternative Doclets erweitern die erzeugte API-Dokumentation und betten (z. B.) automatisch aus den Java-Klassen erzeugte UML-Diagramme ein.
In den 2000er Jahren erfreuten sich Doclets zur Erzeugung von Code großer Beliebtheit. Doch war absehbar, dass sie mittelfristig durch die in Java 5.0 hinzugefügten Annotationen abgelöst werden würden. Das bekannteste dieser Code erzeugenden Doclets dürfte das XDoclet sein, welches J2EE-Entwickler zur automatischen Erzeugung von Home-Interface, Remote-Interface, Implementierung, EJB-QL, SQL-Code, Deployment-Descriptor und Assembly-Descriptor aus nur einem einzigen Quelltext verwenden und sich damit viel Tipparbeit und damit Entwicklungszeit sparen; insbesondere sind aber alle Einzeldateien auf dem gleichen Stand und kompatibel.